# Manduri (kommun)
Manduri är en kommun i Brasilien.   Den ligger i delstaten São Paulo, i den södra delen av landet, 800 km söder om huvudstaden Brasília. Antalet invånare är 8 999. Arean är 229 kvadratkilometer.
Terrängen i Manduri är lite kuperad.
Omgivningarna runt Manduri är huvudsakligen savann. Runt Manduri är det ganska glesbefolkat, med 30 invånare per kvadratkilometer.